# Campeonato de Fútbol Playa de la CAF 2009
El Campeonato de Fútbol Playa de la CAF 2009 fue la cuarta edición del torneo de fútbol playa a nivel de selecciones nacionales más importante de África organizado por la CAF y que contó con la participación de 9 selecciones nacionales del continente, una selección más que en la edición anterior.
Nigeria venció a Costa de Marfil en la final disputada en Durban, Sudáfrica para ganar el título por segunda ocasión y ambos finalistas clasificaron para la Copa Mundial de Fútbol Playa FIFA 2009. El campeón de la edición anterior, Senegal, quedó en tercer lugar del torneo.

## Participantes
| - Costa de Marfil - Egipto - Libia | - Mauricio - Marruecos - Mozambique | - Nigeria - Senegal - Sudáfrica |

## Fase de grupos

### Grupo A
| Equipo          | J | G | E | P | GF | GC | GD | Pts. |
| --------------- | - | - | - | - | -- | -- | -- | ---- |
| Costa de Marfil | 2 | 2 | 0 | 0 | 14 | 12 | +2 | 6    |
| Marruecos       | 2 | 1 | 0 | 1 | 10 | 9  | +1 | 3    |
| Sudáfrica       | 2 | 0 | 0 | 2 | 8  | 11 | −3 | 0    |

| Equipo 1        | Resultado | Equipo 2        |
| --------------- | --------- | --------------- |
| Marruecos       | 4-2       | Sudáfrica       |
| Costa de Marfil | 7-6       | Marruecos       |
| Sudáfrica       | 6-7       | Costa de Marfil |

### Grupo B
| Equipo     | J | G | E | P | GF | GC | GD | Pts. |
| ---------- | - | - | - | - | -- | -- | -- | ---- |
| Senegal    | 2 | 2 | 0 | 0 | 10 | 9  | +1 | 5    |
| Mozambique | 2 | 1 | 0 | 1 | 8  | 9  | -1 | 2    |
| Libia      | 2 | 0 | 0 | 2 | 13 | 13 | 0  | 0    |

| Equipo 1   | Resultado      | Equipo 2   |
| ---------- | -------------- | ---------- |
| Libia      | 7-7 (3-4 pen.) | Senegal    |
| Mozambique | 6-6 (1-1 pen.) | Libia      |
| Senegal    | 3-2            | Mozambique |

### Grupo C
| Equipo   | J | G | E | P | GF | GC | GD  | Pts. |
| -------- | - | - | - | - | -- | -- | --- | ---- |
| Nigeria  | 2 | 2 | 0 | 0 | 19 | 5  | +14 | 6    |
| Egipto   | 2 | 1 | 0 | 1 | 15 | 9  | +6  | 3    |
| Mauricio | 2 | 0 | 0 | 2 | 3  | 23 | −20 | 0    |

| Equipo 1 | Resultado | Equipo 2 |
| -------- | --------- | -------- |
| Mauricio | 0-13      | Nigeria  |
| Egipto   | 10-3      | Mauricio |
| Nigeria  | 6-5       | Egipto   |

## Fase Final

### Semifinales
| Equipo 1        | Resultado      | Equipo 2 |
| --------------- | -------------- | -------- |
| Costa de Marfil | 8-8 (4-3 pen.) | Egipto   |
| Senegal         | 6-7            | Nigeria  |

### Tercer Lugar
| Equipo 1 | Resultado | Equipo 2 |
| -------- | --------- | -------- |
| Egipto   | 4-6       | Senegal  |

### Final
| Equipo 1        | Resultado | Equipo 2 |
| --------------- | --------- | -------- |
| Costa de Marfil | 4-7       | Nigeria  |

## Campeón
| Campeonato de Fútbol Playa de la CAF 2009 |
| ----------------------------------------- |
| Bandera de Nigeria                        |
| Nigeria 2º Título                         |

## Posiciones Finales
| Pos. | Equipo          |
| ---- | --------------- |
| 1    | Nigeria         |
| 2    | Costa de Marfil |
| 3    | Senegal         |
| 4    | Egipto          |
| 5    | Marruecos       |
| 6    | Mozambique      |
| 7    | Libia           |
| 8    | Sudáfrica       |
| 9    | Mauricio        |